# Monnina sodiroana
Monnina sodiroana là một loài thực vật thuộc họ Polygalaceae. Đây là loài đặc hữu của Ecuador.